# 벨락
벨락(Bell Rock)은 미국 애리조나주 야야파이 카운티의 세도나 남쪽 애리조나 오크 크릭 마을 북쪽에 있는 유명한 랜드 마크이자 관광 명소이다.

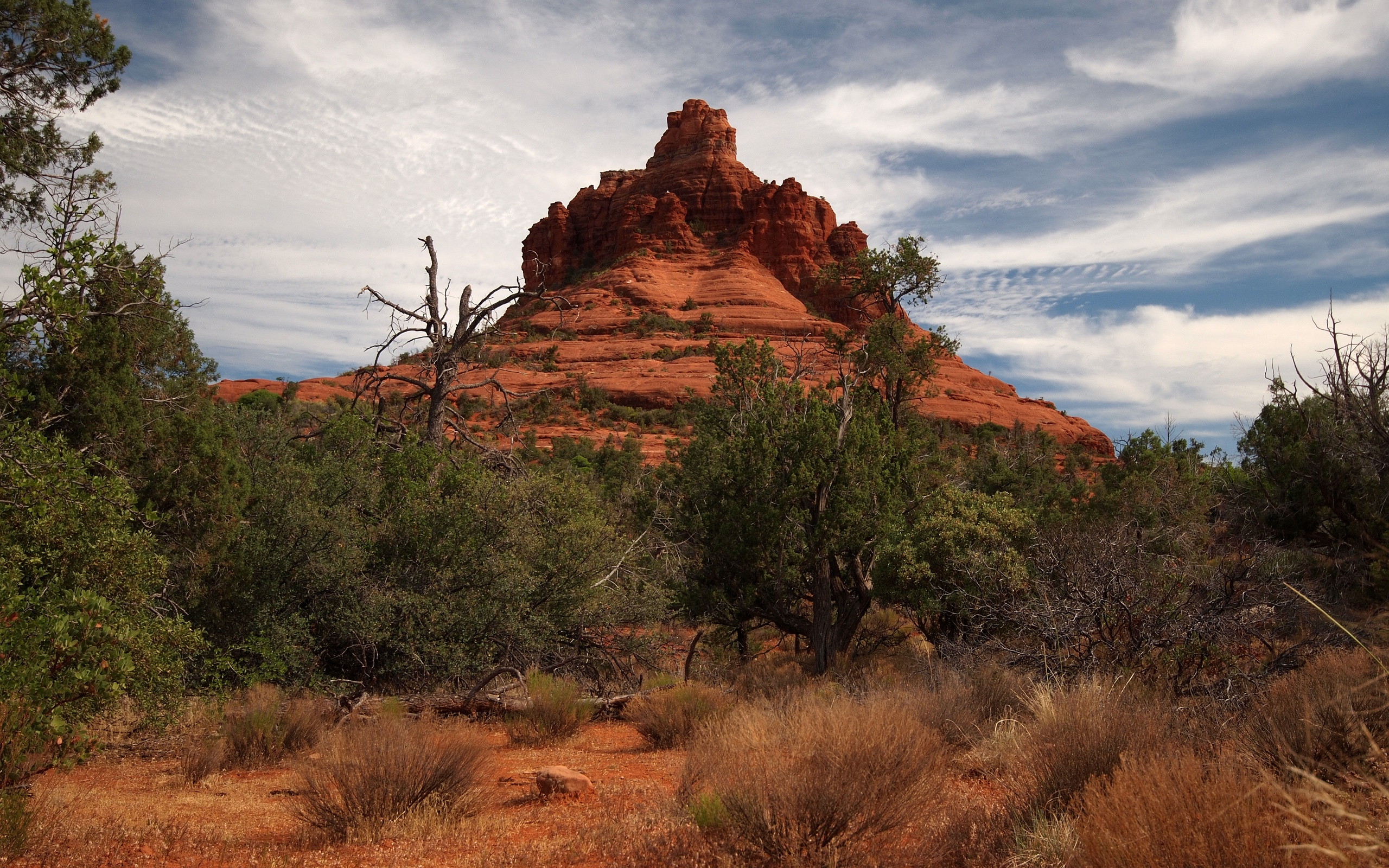
세도나에 위치한 벨락 (Bell Rock)

## 개요
해발 1,499m (4,919 피트)의 해발 고도로 미국 애리조나주의 코트 하우스 버트의 서쪽에 있다. 벨락은 지질학적으로 Permian Supai층의 수평으로 퇴적된 퇴적암으로 구성된 암석이다.
이곳이 유명한 이유는 영적 에너지(spiritual energy)가 많은 영적 볼텍스(spiritual vortex)로서 알려져 있으며 이런 이유로 인기있는 영적 관광지이면서 수행하는 사람들의 명상의 장소로 알려져 있다.

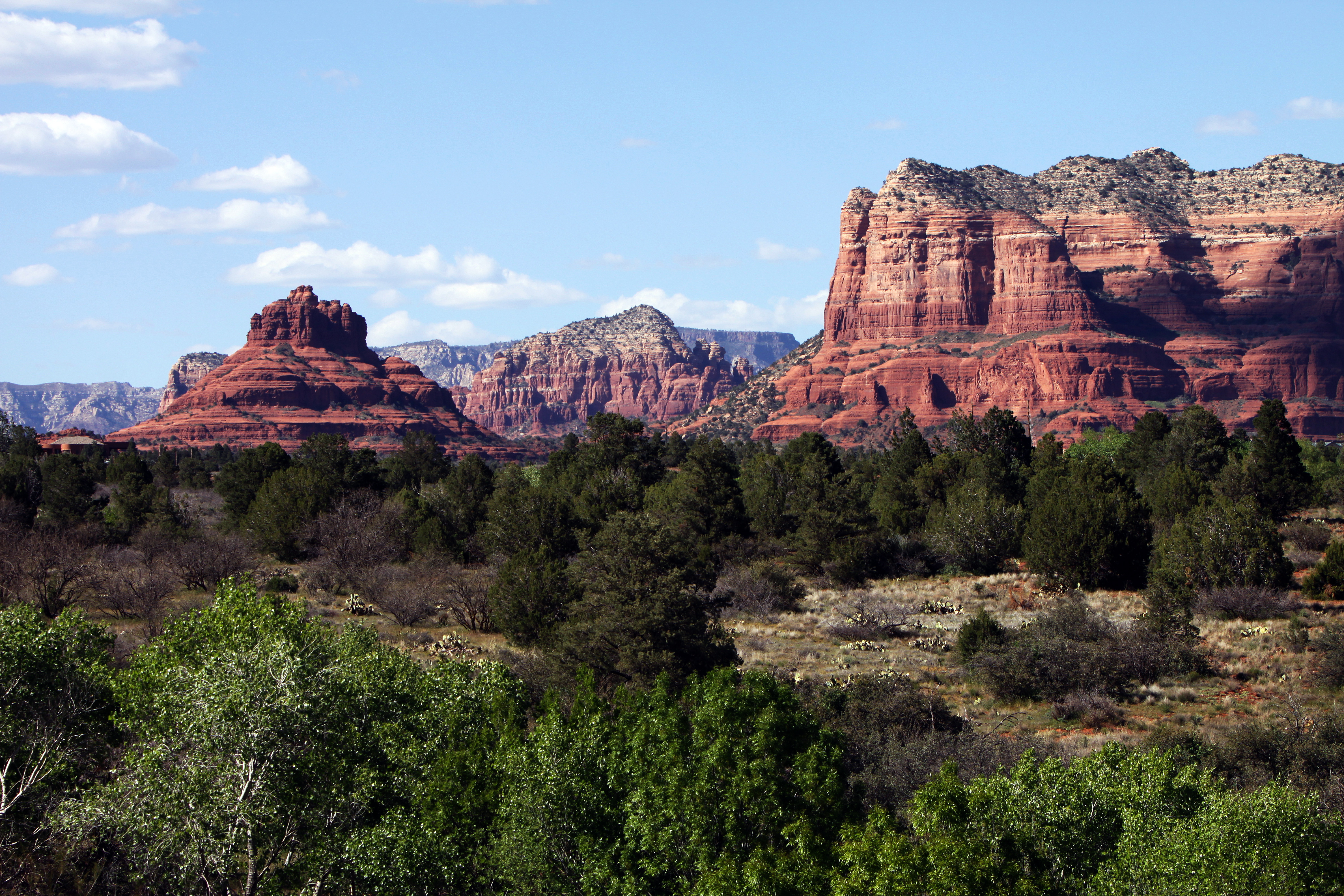
벨락 (Bell Rock) 왼쪽, 코트 하우스 버트 (Courthouse Butte) 지역의 오른쪽에 위치 한다.

## 같이 보기
- 울루루 - 호주 노던준주의 영적 에너지가 많다고 알려진 지역
- 백두산 - 한민족의 성지로 신성하게 여겨지는 장소